# ۱۰۴۹ (قمری)
۱۰۴۹ (قمری)، هزار و چهل و نهمین سال در گاهشماری هجری قمری است. اول محرم این سال برابر با چهارم مه سال ۱۶۳۹ میلادی است.